# Yana Peel

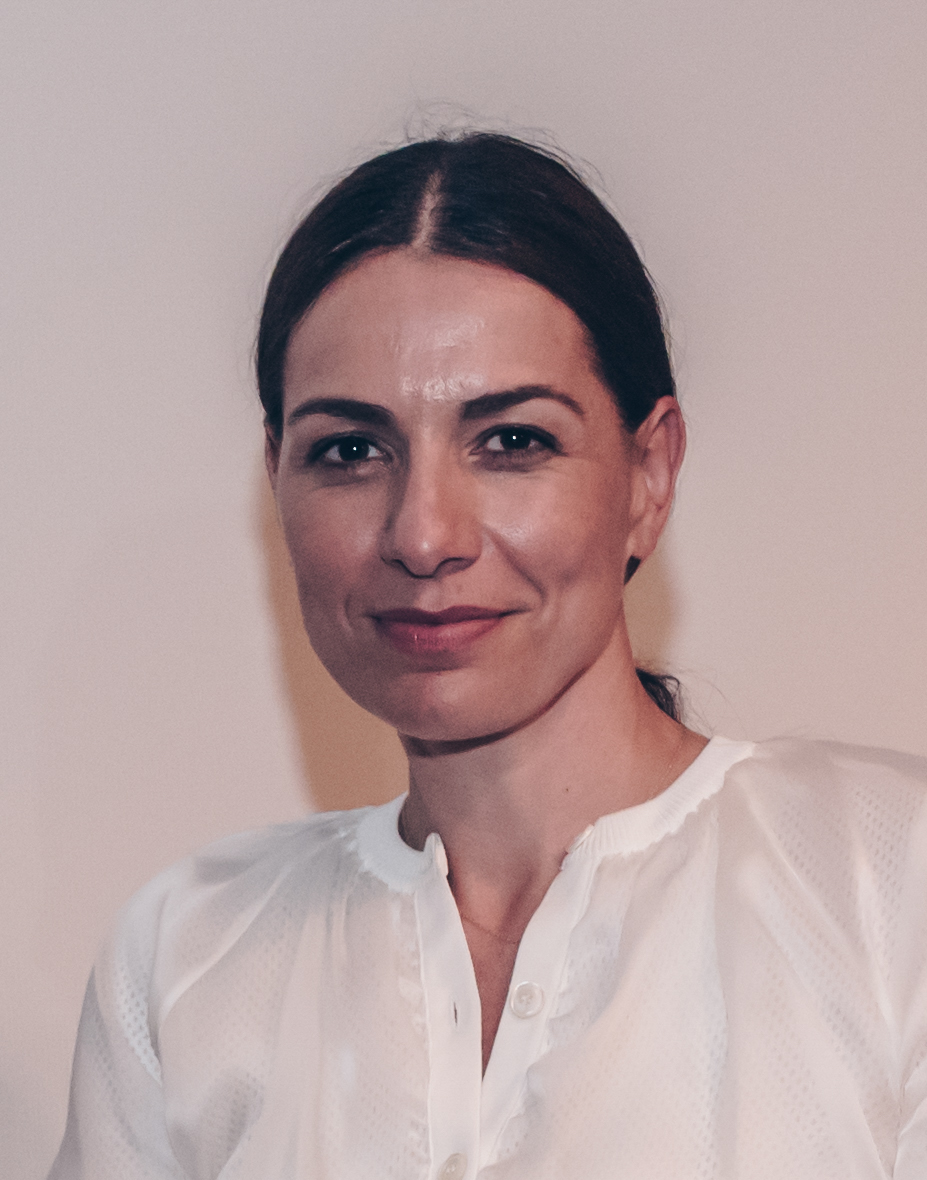
Yana Peel (2018)

Yana Peel (* Juni 1974 in St. Petersburg, Russland) ist eine britische Geschäftsfrau, Investorin, Philanthropin und Autorin. Sie war Mitglied des Forum of Young Global Leaders. Von 2016 bis Juni 2019 war sie Leiterin der Londoner Serpentine Galleries.

## Leben und Karriere
Yana Peel wurde in Russland geboren und wuchs in Kanada auf. Sie studierte an der McGill University in Montreal und als Postgraduate an der London School of Economics. Ihre berufliche Karriere startete sie bei Goldman Sachs.
2003 verließ sie Goldman Sachs. Im selben Jahr gründete sie zusammen mit Candida Gertler, Mitglied des Tate International Council, die gemeinnützige Stiftung Outset Contemporary Art Fund. Outset unterstützt finanziell führende Institutionen aus dem Bereich der bildenden Kunst, Kunstausstellungen, Stipendien- und Austauschprogramme für Künstler, Buchpublikationen, Kataloge etc. Die Projekte werden nach Beratung durch ein weltweites Netzwerk von Kuratoren ausgewählt. Outset hat Projekte in England, Deutschland, Indien, Israel, den Niederlanden, Griechenland, Schottland und den Vereinigten Staaten gefördert. Als Anerkennung ihres Engagements im Zusammenhang mit der Gründung des Outset Contemporary Art Fund zeichnete die Montblanc Cultural Foundation am 30. Juni 2010 in London Candida Gertler und Yana Peel mit dem Montblanc de la Culture Arts Patronage Award Großbritannien aus.
Yana Pell ist Mitglied im Verwaltungsrat (Board of Directors) mehrerer britischer Organisation, wie dem Tate Executive Council, dem British Fashion Council und hat einen Sitz in Beratergremien mehrerer Institutionen, wie dem Asia Art Archive und der VAC-Foundation, Moskau.
2016 wurde Yana Peel als Chief executive der Londoner Serpentine Galleries ernannt. Im Juni 2019 trat sie von ihrer Position als GEO zurück, als der The Guardian veröffentlichte, dass sie Miteigentümerin an der israelischen Spyware-Firma NSO Group ist, deren Software auch von autoritären Regimen zum Ausspionieren von Dissidenten verwendet wird. 2020 wurde sie von Chanel als Arts & Culture Head engagiert.
Yana Peel hat drei Kinderbücher herausgegeben: Art for Baby (2009), Color for Baby (2013) und Faces For Baby(2014). Sie ist verheiratet mit dem britischen Geschäftsmann Stephen Peel (* 1965). Das Paar hat zwei Kinder.